# Tony Lewis
Tony Lewis (Londres, 21 de diciembre de 1957-Ibídem, 19 de octubre de 2020) fue un cantautor de rock británico. Fue el bajista y vocalista de la banda The Outfield, mayormente conocidos por su sencillo «Your Love». Después de una larga carrera de dos décadas con The Outfield, Lewis comenzó su carrera solista en 2014, lanzando el 18 de septiembre de 2018 su primer y único álbum como solista, Out of the Darkness, bajo el sello Madison Récords.

## Biografía
Lewis nació en el East End de Londres. Creció en un barrio duro y de clase trabajadora. La música sirvió como un punto importante en su vida, y su amor por la música comenzó desde muy temprano. La radio siempre estaba encendida en la casa de Lewis, y sus primeras influencias fueron clásicos de la década de 1960. A los 9 años, Lewis escuchó por primera vez a The Beatles, y la banda de rock originaria de Liverpool lo enganchó de inmediato. Más tarde se convirtió en un gran fanático de artistas como T. Rex, David Bowie, The Rolling Stones, The Kinks y otras bandas de glam rock de la década de 1970.
En la escuela secundaria, Lewis llevó su amor por la música un paso más allá, formando su primera banda con Alan Jackman. Lewis tocaba el bajo y Alan tocaba la batería.  Unos años más tarde, los dos se unieron con el guitarrista John Spinks y formaron una banda de rock progresivo que llamaron Sirius B. 
A finales de la década de 1970, la escena punk rock explotó en Londres, y la música progresiva de Sirius B no estaba en demanda. La banda se disolvió y Lewis salió como solista. Tocó en varias bandas y clubes locales de Londres, a menudo acercándose al micrófono para interpretar las voces.

## The Outfield

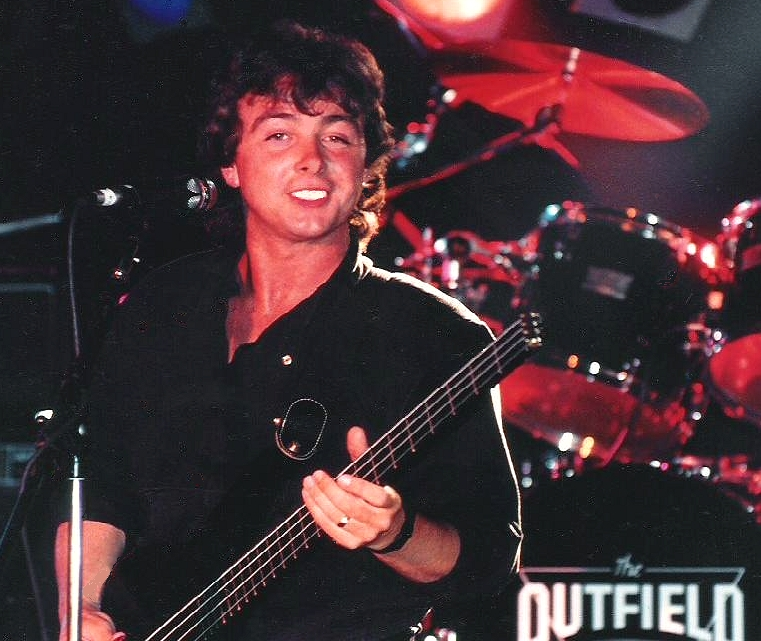
Tony Lewis tocando con The Outfield.

Lewis estaba tocando en conciertos en Londres cuando John Spinks se topó con él nuevamente. Escuchó a Lewis cantando y se inspiró para volver a unir a la banda. Se unieron nuevamente con Alan, esta vez formando una banda que llamaron The Baseball Boys. La banda recorrió el Reino Unido, perfeccionando el sonido power pop que había sido su firma. Después de hacer giras por un tiempo y endurecer su sonido, la banda se hizo famosa por tocar música "con sonido americano". Después de hacer demostraciones en un estudio de grabación local, Scarf Studios, la banda se tomó un descanso cuando firmaron con una compañía de gestión estadounidense. El nuevo gerente sugirió un cambio de nombre a "The Outfield" y los ayudó a firmar un contrato discográfico. The Outfield lanzó su primer álbum el 12 de agosto de 1985, Play Deep.
Play Deep se convirtió en un álbum de venta multiplatino y alcanzó el Top 10 en las listas de álbumes de Estados Unidos. El sencillo «Your Love», llegó al número 1 en las listas de Billboard. «Your Love» sigue siendo un fenómeno mundial hoy en día con cientos de millones de transmisiones y reproducciones de videos. The Outfield realizó numerosas giras y la banda lanzó su segundo álbum, Bangin el 12 de junio de 1987, y un tercer álbum, Voices of Babylon el 28 de marzo de 1989. A finales de la década de 1980, la banda continuó con una gira exitosa por todo Estados Unidos.
Después de que Voices of Babylon fuera lanzado, el baterista Alan Jackman se separó de la banda, pero Lewis continuó trabajando con John Spinks y varios bateristas para seguir grabando música. The Outfield produjo álbumes de forma bastante regular:
- 1989: Voices of Babylon
- 1990: Diamond Days
- 1992: Rockeye
- 2004: Anytime Now
- 2011: Replay

## 2014-2020
El 9 de julio de 2014, John Spinks murió de cáncer de hígado a la edad de 60 años. Su amistad y asociación musical significaron mucho para Lewis, y la pérdida de su amigo fue devastadora. Después de la muerte de su antiguo colaborador, Lewis decidió tomarse un descanso de la música. Durante el primer año, Lewis ni siquiera quería escuchar música o tocar la guitarra. Su esposa Carol lo alentó a comenzar a grabar y volver a lo que realmente amaba hacer. La música siempre había sido parte de la vida de Lewis, y era a donde él iba por comodidad. Lewis volvió a sus raíces solistas, revisando sus primeras ideas líricas y jugando con un cuerpo de pistas de acompañamiento. Finalmente se unió a su esposa Carol, a quien descubrió que tenía talento para escribir letras.
En octubre de 2017, con la ayuda y el apoyo de Randy Sadd de Protocol Entertainment (quien fue un promotor de radio para The Outfield 2004–2011), Lewis se presentó a Tanner Hendon y firmó con el sello discográfico de Hendon, Madison Records. Pronto se lanzó un nuevo álbum, Out of the Darkness, y presentó el sencillo debut Into the Light. El sencillo hizo una entrada en las listas de Billboard. En el nuevo álbum, Lewis toca todos los instrumentos, además de producir y grabar todo por su cuenta. 
Lewis falleció el 19 de octubre de 2020 en su hogar, en Londres a los 62 años.

## Discografía con The Outfield
| Título            | Año  |
| ----------------- | ---- |
| Play Deep         | 1985 |
| Banging'          | 1987 |
| Voices of Babylon | 1989 |
| Diamond Days      | 1990 |
| Rockeye           | 1992 |
| It Ain't Over     | 1998 |
| Extra Innings     | 1999 |
| Any Time Now      | 2006 |
| Replay            | 2011 |